# Singapore Telecommunications
Singapore Telecommunications Limited, скорочено SingTel — провідна азійська телекомунікаційна компанія, з об'єднаною базою у 249,4 млн мобільних абонентів (враховуючи регіональних партнерів) на кінець березня 2009 року. SingTel надає доступ до Інтернету (SingNet) IPTV (moi TV), мобільного зв'язку і фіксованої телефонії.
SingTel агресивно розширила присутність за межі внутрішнього ринку та володіє акціями багатьох регіональних операторів, у тому числі 100% акцій другої за величиною телекомунікаційної компанії Австралії — Optus, яка була придбана в 2000 році, та Bharti Airtel, найбільшої телекомунікаційної компанії Індії.
SingTel є найбільшою компанією за ринковою капіталізацією на Сингапурській біржі.
Штаб-квартира розташована у Pickering Operations Complex у Сінгапурі.